# EU-15
EU-15 označuje 15 držav v Evropski uniji predno se je 1. maja 2004 pridružilo še 10 držav.
Države EU-15 so: Avstrija, Belgija, Danska, Finska, Francija, Nemčija, Grčija, Irska, Italija, Luksemburg, Nizozemska, Portugalska, Španija, Švedska, Združeno kraljestvo.